# Prvenstvo Hrvatske u dvoranskom hokeju 2005.
Prvenstvo Hrvatske u dvoranskom hokeju za 2005.:
Sudionici I. A lige su bili Mladost, Marathon, Jedinstvo, Mladost 2, Concordia i Zelina.

## Poredak I. A lige
```
1. 
Mladost
      10  10  0  0  95:25    
30

2. 
Jedinstvo
    10   5  1  4  38:44    
16

3. 
Marathon
     10   3  4  3  31:44    
13

4. 
Concordia
    10   3  1  6  50:58    
10

5. 
Zelina
       10   3  0  7  48:64     
9

6. 
Mladost 2
    10   2  2  6  30:57     
8
```

## Poredak I. B lige
```
1. 
Marathon 2
    10   8  1  1  54:30    
25

2. 
Trešnjevka
   10   5  2  3  51:37    
17

3. 
Zagreb
       10   5  0  5  39:46    
15

4. 
Trnje
        10   4  2  4  45:45    
14

5. 
Mladost 3
    10   4  1  5  47:39    
13

6. 
Sloga
        10   1  0  9  28:67     
3
```

## Doigravanje za popunu I. A lige
Zelina - Trešnjevka 5:3 (1:1)
Mladost 2 - Marathon 2 0:5 (0:2)
za 7. mjesto:
Trešnjevka - Mladost 2 3:6 (3:4)
za 5. mjesto:
Zelina - Marathon 2 6:8 (5:3)

## Doigravanje za prvaka
Poluzavršnica:
Mladost - Concordia 8:3 (2:3)

Jedinstvo - Marathon 6:4 (3:1)
Utakmica za 3. mjesto:
Marathon - Concordia 3:3 (1:1), 4:3 nakon kaznenih udaraca
Završnica:
Mladost - Jedinstvo 4:4 (2:3), 4:2 (kazneni udaraci)

## Konačni poredak
1. Mladost Zagreb
2. Jedinstvo
3. Marathon
4. Concordia
5. Marathon 2
6. Zelina
7. Mladost 2
8. Trešnjevka
9. Zagreb
10. Trnje
11. Mladost 3
12. Sloga

Prvak Hrvatske u dvoranskom hokeju za 2005. godinu je zagrebačka Mladost.